# Lucienne Cayat de Castella
Pour les articles homonymes, voir Cayat (homonymie).

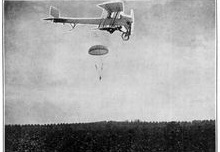
Le saut à Nevers : cette fois, ça passe. Le 17 mai 1914.

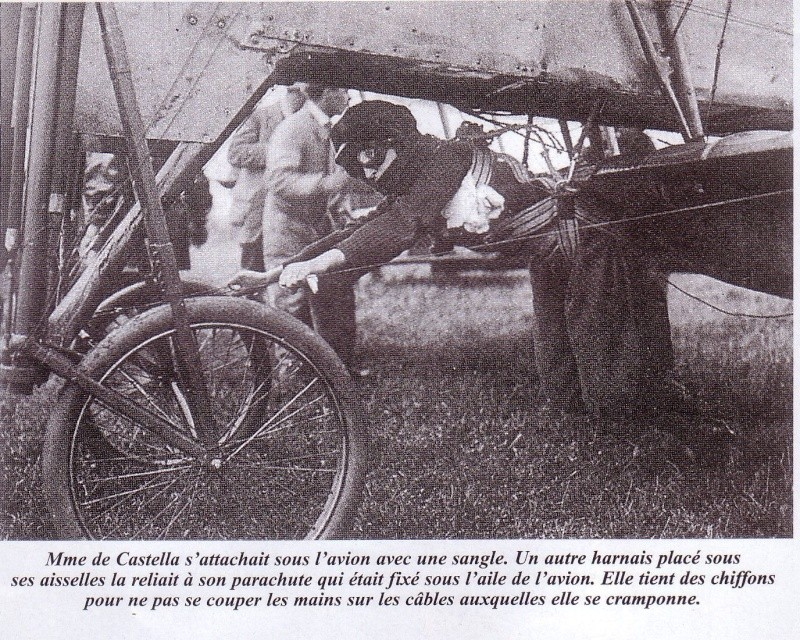
Mme de Castella s'attachait sous l'avion avec une sangle. Un autre harnais placé sous ses aisselles la reliait à son parachute qui était fixé sous l'aile de l'avion. Elle tient des chiffons pour ne pas se couper les mains avec les câbles auxquels elle se cramponne.

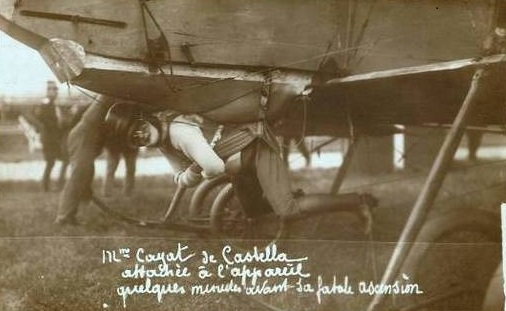
Cayat de Castellat quelques minutes avant l'ascension fatale, près de Bruxelles. Le 21 juillet 1914

Lucienne Cayat de Castella est une  parachutiste française, décédée le 26 juillet 1914 à l'hippodrome de Stockel (près de Bruxelles) lors d'une démonstration en vol (parachute impossible à déployer, alors que sa précédente tentative à Nevers s'était parfaitement déroulée le 17 mai). 
Elle fut la première femme à sauter en parachute d'un avion en 1913 , à 22 ans seulement, avec durant la même année l'américaine  Giorgia "Tiny" Broadwick (1893-1978), en testant l'un des exemplaires fabriqués par son mari Georges Cayat, attachée par trois courroies de cuir sous la queue de son Rob, le parachute étant fixé sous une aile et relié par un autre harnais à ses aisselles, avec les mains entourées de chiffons pour ne pas être blessée par les câbles qu'elle cramponnait. Son époux, inventeur d'un système d'ouverture assistée par air comprimé, la détachait à 800 mètres d'altitude, alors que son visage était à peine à 50 centimètres de l'hélice.

## Erratum
C'est le chercheur et écrivain Bernard Pharisien qui finit par découvrir la vérité. La véritable identité de la malheureuse parachutiste était en fait Lucienne Blaise, née à Saint-Benoît-sur-Seine (Aube) en 1892. 
Depuis des décennies, la première femme parachutiste française à sauter d'un avion se nommait " Madame Cayat de Castella ". Le 17 mai 1914, elle avait réussi un authentique exploit en effectuant un saut en parachute, à Nevers. 
Il y a deux ans, le centre de parachutisme Paris-Nevers lui a rendu hommage pour le centenaire de son premier saut, à l'aéroport de Nevers Fourchambault qui fut le témoin de cet exploit au siècle dernier. Mais le nom de cette jeune femme intrépide rentrée dans l’histoire s’est révélé faux. Il lui avait été donné par l’inventeur d'un parachute, Alphonse Cayat, ancien comédien reconverti en inventeur qui lui donne le pseudonyme " Cayat de Castellat ". Il était connu sous le pseudonyme de " Cayat de Castellat ". En laissant croire que la parachutiste était sa femme, il bénéficiait du retentissement de ses sauts (tout en passant au passage pour un parfait goujat au vu des risques pris par son " épouse "). L’engouement du public à l'époque pour l’aéronautique naissante, Cayat envisageait de transformer les sauts en parachute de Lucienne en spectacle lucratif. Lucienne effectuait ses sauts avec le parachute inventé par l'ancien acteur, lors de meetings qui attiraient des milliers de spectateurs, s'attribuant ainsi une partie de son exploit. Le patronyme, qui faisait penser à une noble lignée, accentuait la légende. Mais peu après son exploit du 17 mai 1914 à Nevers, elle se tua, lors d’un autre saut le 21 juillet 1914 près de Bruxelles. Son parachute ne s’était pas ouvert.